# خارلس پاهود د مورتانگس
خارلس پاهود ده مورتانگس (به هلندی: Charles Pahud de Mortanges) سوارکار اهل هلند است. وی در بین سال‌های ‎۱۹۲۴ تا ۱۹۳۶ میلادی در مسابقات بازی‌های المپیک تابستانی در مجموع ۵ مدال، شامل ۴ مدال طلا و ۱ نقره را کسب کرد.